# Кракра (крепост)
Вижте пояснителната страница за други значения на Кракра.
Пернишката крепост (Кракра) е средновековната крепост, разположена в югозападната част на град Перник на неголямо скалисто плато. Мястото на крепостта било със силно стратегическо значение. Тя се свързва с името на военачалника на крепостта Кракра (Кракра Пернишки), който е водил самостоятелни военни действия срещу Византийската империя. Виден болярин и владетел на града по времето на българския цар Самуил – така е описан във византийските хроники от това време Кракра. Те го описват още като един праведен и честен мъж, който не търпял подкупността и винаги бил отлично подготвен за военни дела. Кракра владеел още 35 крепости в района. В края на 10 и началото на 11 век, центърът на военните действия между България и Византия се премества в западните български земи и Средец става обект на няколко нападения от войските на император Василий II, тогава става известна Пернишката крепост.
Историците смятат, че крепостта Перник е създадена след 809 г., когато хан Крум (803-814)присъединява към българските земи и териториите на днешна София и околностите. Дълго време преди идването на хан Крум тези земи са били заселени от траките. Чрез археологически проучвания е установено, че на мястото на крепостта, преди нейното построяване, е съществувало тракийско селище с неголеми размери.
След Превземането на Преслав през 971 година от Йоан I Цимиски (969-976) в Скопие и Македония Четиримата братя Комитопули Давид, Мойсей, Арон и Самуил се установяват в тези земи. През 977 година цар Борис II и брат му Роман избягват от византийския двор и се връщат в България. На границата с Византия Борис II е убит заради това че не е бил разпознат заради неговите одежди, но брат му е коронован за Цар на България и управлява от 977 година до смъртта си през 997 година. Региона около крепостта Кракра е управляван от Арон, брат на Самуил и командващ отбраната на Сердика и участник в последвалата Битка при прохода Траянови врата при която армията на император Василий II Българоубиец е разгромена. През 997 година цар става Самуил а командващ крепостта става войводата Кракра Пернишки и успява да отбрани крепостта от Византийския император който многократно е повеждал походи срещу България. След 1018 година Кракра се предава а през крепостта минават походите на Петър Делян през 1040 година срещу византийския император Михаил IV Пафлагон (1040-1042) и през 1072 на Георги Войтех и Константин Бодин срещу император Михаил VII (1071-1077).
Крепостта на Кракра е една от големите български крепости. Оградени от крепостните стени са били около 50 декара. Самото ограждение е имало дължина от близо 800 метра. Историците смятат, че крепостта е изпълнявала защитни функции преди преминаването на кръстоносците от Третия кръстоносен поход (1189 – 1192) през тези земи. Има и разрушения по времето на похода на Стефан Неманя от 1189 година когато византийски император е Исак II Ангел (1185-1195, 1201, 1203-1204). След това крепостта е била изоставена и не е била използвана.
Извършват се нови разкопки в крепостта.

## Галерия
- Част от запазените стени и по-новата художествена реконструкция
- Част от запазените стени и по-новата художествена реконструкция
- Част от запазените стени и по-новата художествена реконструкция
- Част от запазените стени и по-новата художествена реконструкция
- Част от запазените стени и по-новата художествена реконструкция
- Част от запазените стени и по-новата художествена реконструкция
- Част от запазените стени и по-новата художествена реконструкция